# حسن‌آباد (کلات)
حسن‌آباد  شهری از توابع بخش و مرکز بخش هزارمسجد در شهرستان کلات استان خراسان رضوی ایران است.

## جمعیت
براساس سرشماری عمومی نفوس و مسکن در سال ۱۳۹۵، جمعیت شهر حسن‌آباد برابر با ۲٬۸۷۲ نفر (در ۸۷۷ خانوار) بوده‌است.